# Sättigungsmutagenese
Sättigungsmutagenese ist eine biochemische Methode zur Mutagenese. Sie wird bei der gerichteten Evolution eingesetzt. Bei der Sättigungsmutagenese wird ein Gen durch künstliche Gensynthese mit allen möglichen Mutationen in einer kleinen umgrenzten Region eines Gens erzeugt. Kassettenmutagenese und Oligo-gerichtete Mutagenese sind Arten der Sättigungsmutagenese. Im Gegensatz zur zufälligen Mutagenese wird gezielt eine begrenzte Genregion verändert. Die Sättigungsmutagenese wird auch zur gerichteten Evolution eingesetzt.